# Джулія Карабіас Лілло
Джулія Карабіас Лілло (народилася 11 серпня 1954, Мехіко) — мексиканський еколог і Охорона навколишнього середовищафахівець. Вона є професором Національного автономного університету Мексики і працювала Секретаріатом навколишнього середовища та природних ресурсів під керівництвом президента Ернесто Седілло з 1994 по 2000 рік.

## Раннє життя та освіта
Карабіас народився в Мехіко 11 серпня 1954 року як дитина басків іммігрантів з Іспанії. У дитинстві вона була свідком труднощів, пов’язаних із життям у країні, що розвивається . Вона розповіла The Japan Times, що ці спостереження в ранньому дитинстві свідчать про її інтерес до подолання бідності та збереження навколишнього середовища. Пізніше вона отримала ступінь бакалавра Наука у 1977 році та магістр наук у 1981 році з біології в Національному автономному університеті Мексики.

## Дослідження та державна служба
У 1977 році Карабіас приєдналася до викладачів Національного автономного університету Мексики (UNAM), де вона викладала та досліджувала до 1994 року, розробляючи програми, які зосереджувалися на ботаніці, екології, Управління природними ресурсами, екологічне відновлення та збереження. Там її дослідження були зосереджені на стратегіях відновлення тропічних лісів і використання природних ресурсів. Між 1989 і 1993 роками Карабіас працював у Раді університету UNAM. Вона залишила університет між 1994 і 2000 роками, щоб працювати в адміністрації Ернесто Седілло, і повернулася до університету в 2001 році.

### Рання державна служба
Оскільки її дослідницькі інтереси безпосередньо перетинаються з державною політикою, вона привернула увагу урядовців. У 1982 році губернатор Герреро — одного з найбідніших штатів Мексики, який сильно постраждав від руйнування навколишнього середовища — попросив її розробити план покращення місцевих стандартів життя, одночасно зберігаючи природні ресурси в цьому регіоні. Вона працювала з командою економістів і екологів, щоб розробити чотирирічну програму під назвою «Програма сільських досліджень і розвитку комплексного використання природних ресурсів» (PAIR). , який отримав міжнародне визнання як стандарт для наслідування країнами, що розвиваються. Згодом PAIR було адаптовано для чотирьох інших мексиканських штатів між 1984 і 1994 роками на прохання президента.Кожен план потрібно було адаптувати до різних кліматичних умов кожного штату, які відрізнялися від сухий тропічний ліс, дощовий тропічний ліс, ліс помірного клімату та пустеля. Вона задокументувала деякі з цих зусиль у книзі «Сільське виробництво в Мексиці: екологічні альтернативи», опублікованій у 1989 році. Карабіас є автором багатьох наукових статей з ботаніки, екології, управління природними ресурсами, екологічне відновлення та охорони природи. Окрім «Сільського виробництва в Мексиці: екологічні альтернативи», вона також є співавтором «Екологія та харчова самозабезпеченість» та «Управління природними ресурсами та сільська бідність». У 2005 році вона була названа однією з семи Організації Об’єднаних Націй Чемпіонів Землі, що частково визнало її лідерство в програмі PAIR.
У 1992 році Карабіас був у команді, яка опублікувала доповідь «Заради Землі» під час Конференції ООН з навколишнього середовища та розвитку в Бразилії. Звіт було підготовлено на замовлення Комісії з питань країн, що розвиваються та глобальних змін, і зосереджено на точці зору південної півкулі на перетин навколишнього середовища та глобального розвитку. На завершення Карабіас та її співробітники пропонують справедливі підходи до сталого розвитку та дослідницьку програму для реалізації цих підходів.

### Служба в Адміністрації Zedillo
Карабіас офіційно вступив на державну службу в 1994 році, виконуючи обов’язки президента Національного інституту екології Мексики та приєднавшись до консультативної ради Національного фонду охорони природи. 1 грудня 1994 року вона стала Секретаріат навколишнього середовища та природних ресурсів, працюючи в кабінеті колишнього президента Мексики Ернесто Седілло до кінця його терміну у 2000 році. Під час її перебування на посаді вона працювала над низкою проектів збереження та відновлення навколишнього середовища. Вона відреагувала на лісові пожежі, які спустошили біологічний заповідник Чімалапас у південних штатах Чьяпас і Оахака. Вона працювала над ухваленням низки протипожежних правил, у тому числі нового лісового закону в 1997 році та закону про дику природу в 2000 році, працюючи над досягненням консенсусу між сільськими громад і законодавців. Люди, які бажали спалити, повинні були надіслати форму за десять днів до цього, у якій було зазначено час, місце та розмір опіку, а також хто мав бути присутнім, щоб переконатися, що належний захист було встановлено заздалегідь. Вона також подвоїла територію заповідних територій Мексики до понад шести відсотків, що призвело до охорона таких видів, як сірий кит (Eschrichtius robustus), вилорогий (Antilocapra americana) Baja California, ламантин ( Trichechus manatus) і ягуар (Panthera onca) з Юкатану. Зокрема, вона працювала з Брюсом Беббіттом, зосереджуючись на управлінні землею та ресурсами пустель уздовж кордону США та Мексики. Крім того, вона координувала роботу мексиканських і американських офіційних осіб над відновленням природного русла річкового потоку вздовж кордону між дві країни. Вона також допомогла включити сталого розвитку в Національний план розвитку Мексики, додаючи екологічні міркування в економічне планування.

### Постполітична кар'єра

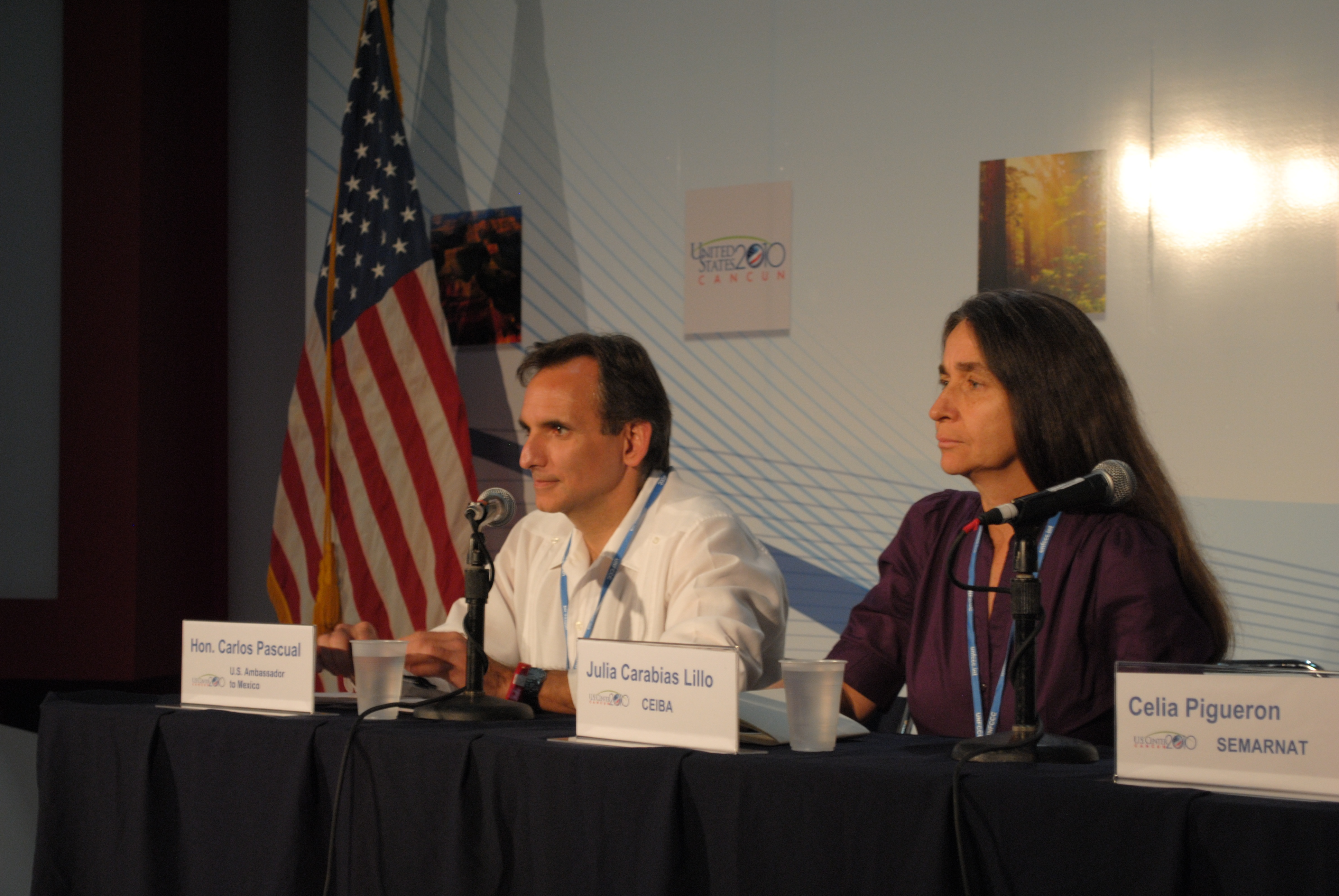
U.S. Посол у Мексиці Карлос Паскуаль і Джулія Карабіас Лілло з CEIBA слухають запитання аудиторії в Центрі США на COP-16 у Канкуні, Мексика, 8 грудня 2010 р.

Караббіас повернувся до UNAM у 2001 році, знову приєднавшись до факультету природничих наук. Там вона координує програму магістра з екології відновлення та відновила свої дослідницькі проекти, пов’язані зі збереженням, відновленням та управлінням дощовими тропічними лісами Сельва Лакандона, Чіапас. У тому ж році Всесвітній фонд дикої природи (WWF) присудив їй премію J. Paul Getty Conservation Wildlife Prize. Карабіас пожертвував готівкову частину в розмірі 100 000 доларів США на захист регіону Чахул у лісах Лакандон на півдні Мексики. Карабіас був членом ради директорів Resources for the Future, міжнародної між 2001 і 2004 роками. Між 2002 і 2004 роками Карабіас очолював Науково-технічну консультативну групу, незалежний консультативний орган, створений Організація Об’єднаних Націй Глобальний екологічний фонд (GEF). У 2004 році вона започаткувала навчання центр біорізноманіття в регіоні Лакандон в Чьяпас. У 2004 році Карабіас була нагороджена Міжнародною премією Космос у 2004 році, а в 2005 році вона отримала премію «Чемпіони Землі» Екологічної програми ООН. Зараз вона є президентом Centro Interdisciplinario de Biodiversidad y Ambiente, або CeIBA, неурядової організації, яка об’єднує дослідників і спеціалістів для сприяння аналізу, розробці та реалізації державна політика щодо збереження. У 2017 році Карабіас був нагороджений мексиканською медаллю Белісаріо Домінгеса, визнанням, наданим Сенатом Мексики для відзначення видатних громадян за їх заслуги перед країною та людством. У 2020 році вона приєдналася до Премії Тайлера за екологічні досягнення як член виконавчого комітету, відповідального за відбір одержувачів Премії. 

## Нагороди та відзнаки
- Дж. Премія Пола Гетті за лідерство в охороні природи, 2000
- Міжнародна премія Космос, 2004[4][20]

- Чемпіони Землі, Організація Об'єднаних Націй, 2005
- Почесний доктор, Universidad Autónoma de Nuevo León, 2013[21]
- Почесна медаль Белісаріо Домінгеса, 2017
- Учасник, El Colegio Nacional (Мексика), 2018[22]